# Czyżowice (Opole)
Czyżowice is een dorp in de Poolse woiwodschap Opole. De plaats maakt deel uit van de gemeente Prudnik en telt 293 inwoners.

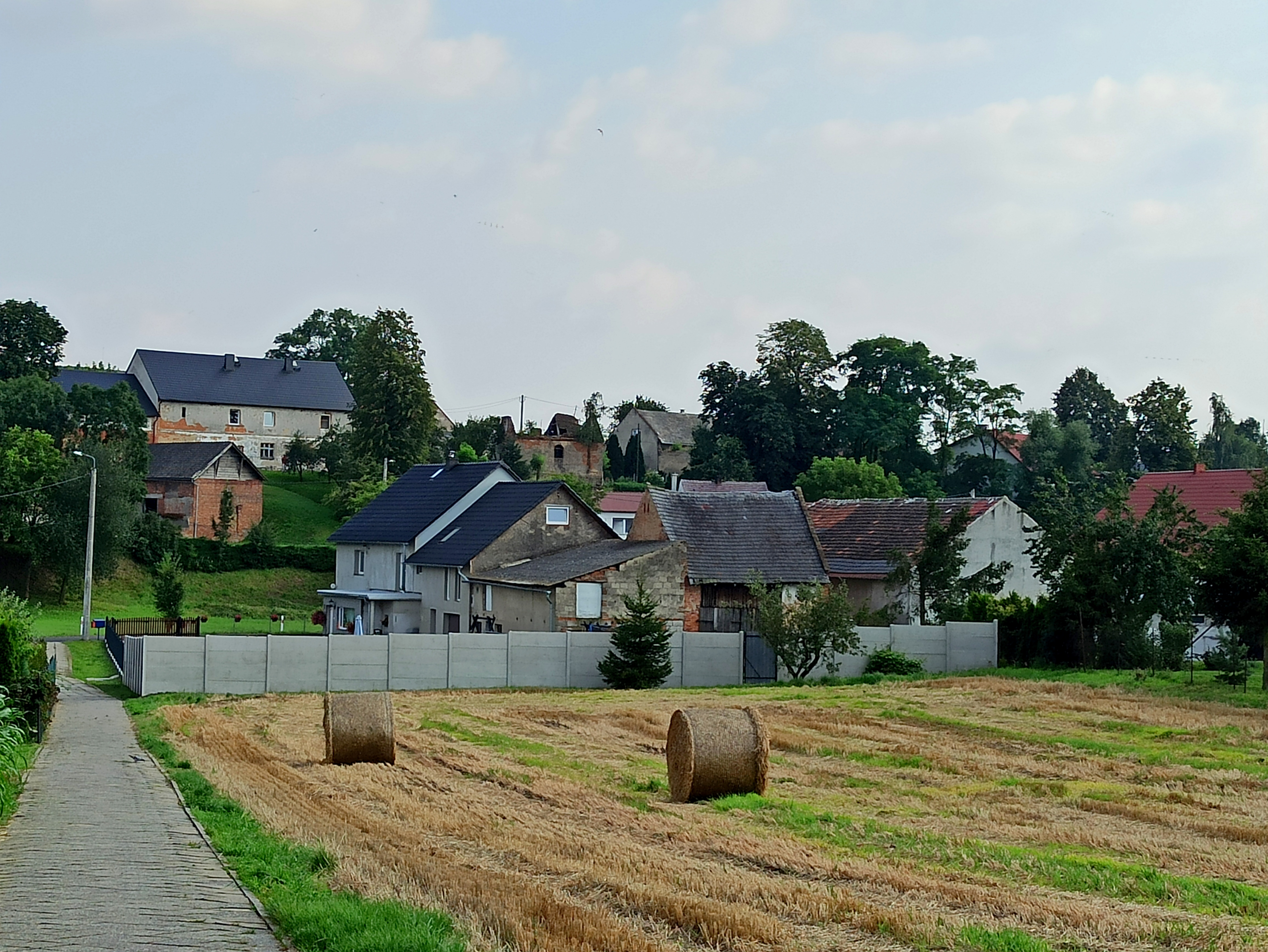